# MMT
MMT ((CH3C5H4)Mn(CO)3, trikarbonylek (metylocyklopentadieno)manganowy – metaloorganiczny związek chemiczny z grupy kompleksów karbonylkowo-cyklopentadienylowych manganu, stosowany głównie jako środek przeciwstukowy do benzyny zamiast tetraetyloołowiu.
MMT jest typowym przedstawicielem tzw. półsandwiczowego kompleksu cyklopentadienylowego. Trzy wiązania z ligandami karbonylkowymi i pięć z ligandem metylocyklopentadienylowym powodują, że MMT jest silnie lipofilowy, co sprawia, że potencjalnie może kumulować się w tkance tłuszczowej organizmów żywych.

## Otrzymywanie

Synteza MMT opatentowana przez Ethyl Corporation

## Zastosowanie jako dodatek przeciwstukowy
Od lat 20. XX w. na całym świecie na masową skalę jako dodatek przeciwstukowy do benzyny (tzw. benzyny ołowiowej) stosowany był tetraetyloołów (TEL). Głównym producentem TEL na świecie była Ethyl Corporation – spółka joint venture koncernów General Motors i DuPont.
MMT był od 1958 stosowany jako środek zapobiegający tworzeniu się smug kondensacyjnych w silnikach turbinowych. Gdy Environmental Protection Agency (EPA) podjęła decyzję o stopniowym wycofywaniu benzyny ołowiowej z rynku w 1972, Ethyl Corporation zaczęła sprzedawać MMT jako zamiennik tetraetyloołowiu. W 1977 EPA zakazała stosowania MMT w USA na podstawie Clean Air Act do czasu, gdy firma udowodni, że dodatek ten nie ma negatywnego wpływu na układy wydechowe samochodów z katalizatorem. Od 1976 MMT był stosowany w Kanadzie.
Ethyl Corporation toczyła długoletni spór sądowy z EPA, który skończył się wydaniem przez Sąd Najwyższy Stanów Zjednoczonych orzeczenia stwierdzającego, że EPA przekroczyła swoje uprawnienia. Od tego czasu MMT może być legalnie stosowany w USA. Od 2003  stosuje się go także w Australii.
Współcześnie MMT sprzedawany jest pod nazwą handlową HiTec 3000 i AK-33X.

## Wpływ na zdrowie i środowisko naturalne
Na temat wpływu MMT na zdrowie ludzi trwała przez kilka dziesięcioleci gorąca dysputa naukowa.
Częsty kontakt z metaloorganicznymi związkami manganu powoduje manganizm. Jego objawy są zbliżone do choroby Parkinsona. Wykazano też, że MMT ma działanie cytotoksyczne.
Natychmiastowe objawy kontaktu z MMT to: ciemnienie skóry i podrażnienie oczu. Krótkoterminowe objawy zatrucia MMT to: mdłości, ból głowy i problemy z oddychaniem. Badania na zwierzętach wykazały, że chroniczny kontakt z MMT powoduje uszkodzenia wątroby i nerek.
Badania przeprowadzone w 2002 przez Masashi Kitazawę sugerowały, że główną formą kontaktu ludzi z tym związkiem było wchłanianie go przez skórę i wdychanie podczas stosowania benzyny z MMT jako domowego środka czyszczącego. Badania toksykologiczne przeprowadzone na szczurach dowiodły, że kontakt przez skórę z MMT powoduje 37-krotnie większy wzrost stężenia manganu we krwi, niż nieorganiczne sole manganu.
Badania z 2003 przeprowadzone przez australijską agencję rządową NICNAS wskazują, że związek ten jest silnie toksyczny w formie skoncentrowanej, lecz wykluczono jakikolwiek wpływ obecności tego związku w paliwach na taki wzrost stężenia manganu w glebie, powietrzu i wodzie, który mógłby mieć wpływ na zdrowie ludzi.